# Стекло (фильм, 2019)
«Стекло» (англ. Glass) — американский супергеройский триллер, сценаристом и режиссёром которого выступил М. Найт Шьямалан. Фильм является одновременно кроссовером и сиквелом двух предыдущих фильмов Шьямалана «Неуязвимый» (2000) и «Сплит» (2016), а также третьей и заключительной частью трилогии «Неуязвимый». Брюс Уиллис, Сэмюэл Л. Джексон, Спенсер Трит Кларк и Шарлейн Вудард вернулись к своим ролям из «Неуязвимого», а Джеймс Макэвой и Аня Тейлор Джой — из «Сплита». К актёрскому составу также присоединились Сара Полсон, Адам Дэвид Томсон и Люк Кирби. По сюжету Дэвид Данн / Надзиратель и Кевин Венделл Крамб / Орда были захвачены и помещены в психиатрическое учреждение с Элайджей Прайсом / Мистером Стекло, где они размышляют о подлинности своих сверхчеловеческих сил.
Несмотря на интерес к продолжению «Неуязвиммого», компания Touchstone Pictures решила не финансировать продолжение. Шьямалан решил написать сценарий к «Сплиту», используя персонажа, которого он создал для «Неуязвимого», но убрал из сценария. Он осознал, что у него была возможность создать трилогию, и использовал концовку «Сплита», чтобы создать «Стекло» с повествованием «Неуязвимого». Это потребовало обеспечения прав на использование персонажей Уиллиса и Джексона, с обещанием включить студию в фильм вместе с Universal Pictures. «Сплит» имел финансовый и критический успех, и к апрелю 2017 года Шьямалан объявил, что он начал производственный процесс «Стекла».
Фильм вышел в мировой прокат 18 января 2019 года (в России — 17 января). Он получил смешанные отзывы от критиков, которые назвали фильм «разочаровывающим» из-за сюжета, особенно третьего акта, но похвалили выступления актёров; многие считали его самым слабым в трилогии. Фильм имел финансовый успех, заработав 247 миллионов долларов по всему миру при бюджете в 20 миллионов долларов.

## Сюжет
Спустя девятнадцать лет после ареста Элайджи Прайса и три недели после событий «Сплита» Дэвид Данн продолжает бороться с преступностью вместе со своим сыном Джозефом, действуя под псевдонимом «Надзиратель». Когда страдающий расстройством множественной личности Кевин Крамб по прозвищу «Орда» похищает группу молодых девушек, Дэвид, уже давно знающий о существовании Кевина, с помощью Джозефа узнает, что он держит заложниц на заброшенном складе. Оказавшись там, Данн лицом к лицу сталкивается с самой опасной и жестокой личностью Кевина — Зверем. Между ними завязывается схватка, которая переходит на улицы города, где оба оказываются схвачены полицией. Они оказываются в психиатрической лечебнице на попечении у доктора Элли Стейпл — психотерапевта, которая, по её собственному утверждению, уже работала с людьми, которые считали, будто у них есть сверхспособности. По иронии судьбы, именно в этой клинике сидит старый враг Дэвида — Элайджа Прайс, называющий себя «мистер Стекло». Доктор Стейпл пытается убедить всех троих, что они не являются сверхлюдьми, а всего лишь психически нездоровы. В то же время, Элайджа, который уже давно спланировал план побега, встречается с Кевином и пробуждает Зверя. Элайдже удаётся убедить его работать вместе с ним.
Дэвид выбирается из своей камеры и пытается остановить их. Он снова вступает в схватку с Кевином, в то время как Джозеф раскрывает тайну, которую Элайджа пытался скрыть от Зверя — оказывается, отец Кевина погиб в той самой катастрофе, которую девятнадцать лет назад мистер Стекло устроил, чтобы найти человека, обладающего сверхспособностями. По иронии судьбы тем человеком оказался Дэвид Данн, в то время, как мать Кевина после смерти мужа сошла с ума и жестоко избивала его, что и привело к расстройству личности Кевина и рождению Зверя. Тем самым, именно мистер Стекло являлся человеком, который хоть и неосознанно, но превратил Кевина в Орду.
В ярости Зверь наносит смертельное ранение Элайдже и едва не убивает Дэвида, однако его успокаивает появление Кейси — единственной девушки, которая пережила встречу со Зверем за три недели до этих событий. Из-за чувств к ней, личность Кевина пробуждается на какое-то время. В этот самый момент Стейпл приводит отряд вооруженных солдат, которые пользуются моментом и убивают Кевина. Ослабленного в ходе боя со Зверем Дэвида оперативники топят в луже, используя его главную и единственную слабость — воду. Доктор Стейпл объясняет ему, что она работает на тайную организацию, которая уже 10 000 лет борется со сверхлюдьми и не даёт миру узнать об их существовании. В конце концов, Дэвид тоже оказывается убит.
Несмотря на то, что Дэвид, Кевин и Элайджа мертвы, последнему удаётся воплотить свой план в действие. Оказывается, он взломал камеры слежения на территории лечебницы и успел сделать запись боя Дэвида и Кевина, которая попадает в руки Джозефу, Кейси и матери Элайджи. Они выкладывают видео в открытый доступ, благодаря чему и воплощают в жизнь план мистера Стекло — сделать так, чтобы весь мир узнал о существовании супергероев и суперзлодеев, которые теперь свободно смогут выйти в свет, зная, что для мира их существование уже не секрет и усилия доктора Стейпл и её организации пошли прахом.

## В ролях
| Актёры             | Персонажи                     |
| ------------------ | ----------------------------- |
| Джеймс Макэвой     | Кевин Крамб / Орда            |
| Брюс Уиллис        | Дэвид Данн / Надзиратель      |
| Сэмюэл Л. Джексон  | Элайджа Прайс / Мистер Стекло |
| Аня Тейлор-Джой    | Кейси Кук                     |
| Сара Полсон        | доктор Элли Стейпл            |
| Спенсер Трит Кларк | Джозеф Данн                   |
| Люк Кёрби          | Пирс                          |
| Шарлейн Вудард     | Мать Элайджи                  |
| Колин Кэмпбелл     | студент высшей школы          |
| М. Найт Шьямалан   | Джай, охранник                |

## Производство

### Разработка
«Сплит» был встречен критиками и зрителями положительно, и в феврале 2017 года Шьямалан подтвердил, что продолжением фильма «Сплит» станет фильм «Стекло» релиз которого планируется на 2019 год.. Шьямалан закончил сценарий к апрелю 2017 года, объявив, что он будет называться «Стекло» и с целевой датой выпуска 18 января 2019 года. Universal будет распространять фильм в Соединенных Штатах, а Disney будет распространять фильм за рубежом. Шьямалана неоднократно спрашивали, будет ли продолжение «Стекла». 8 января 2019 года он официально подтвердил, что в настоящее время не планируется продолжение, заявив, что не заинтересован в создании кинематографической вселенной.

### Кастинг
В состав актеров вернутся актёры из двух прошлых фильмов: Брюс Уиллис, Сэмюэл Л. Джексон, Спенсер Трит Кларк и Шарлейн Вудард из «Неуязвимого» и Джеймс Макэвой и Аня Тейлор-Джой из «Сплита» все вновь исполнят свои соответствующие роли в «Стекле». Сара Полсон также присоединилась к актёрскому составу в качестве нового персонажа. В ноябре 2017 года Адам Дэвид Томпсон присоединился к актёрскому составу в неизвестной роли.

### Съёмки
Основные съёмки фильма начались 2 октября 2017 года в Филадельфии после недели репетиций. Шьямалан планировал 39-дневную съёмку в этот период. 31 октября 2017 года сообщалось, что Шьямалан снимал фильм в Аллентаунской государственной больнице для фильма и будет снимать там в течение нескольких недель. 12 декабря Шьямалан сообщил, что в январе 2018 года планируется снять 4 сцены, заявив, что ему придётся поехать за ними. 16 февраля 2018 года была снята сцена в Колледже Брин-Мара в спортивном центре. 12 июля 2018 года были выпущены первые официальные фотографии со съёмок, включая снимки Сэмюэля Л. Джексона, Сары Полсон и Джеймса МакЭвоя.

### Музыка
Уэст Дилан Тордсон вернулся, чтобы написать новую музыку для фильма Стекло, после фильма Сплит. Он использовал темы из Неуязвимого Джеймса Ньютона Ховарда, наряду со своими из Сплита. Композиция будет распространяться в цифровом виде на Back Lot Music 18 января 2019 года.

## Кассовые сборы
В Соединённых Штатах и Канаде, согласно прогнозам, «Стекло» должен был заработать 50-75 миллионов долларов из 3841 кинотеатров в течение своих четырёхдневных выходных. В первый день было собрано всего 16 миллионов долларов, включая 3,7 миллиона долларов по предварительным просмотрам в четверг, что является лучшим показателем в карьере Шьямалана.
Ожидалось, что на международном уровне фильм принесёт 45-50 миллионов долларов в первые выходные, а общее открытие фильма составит 105—120 миллионов долларов.
Общие сборы фильма составили 247 млн долларов.

## Критика
На Rotten Tomatoes фильм получил 36 % положительных отзывов, основанный на 407 рецензиях, со средней оценкой 5,2 из 10. Критический консенсус на сайте гласит: «„Стекло“ отображает несколько проблесков М. Найта Шьямалана в его извилистом миростроительстве, но в конечном итоге разочаровывает как вывод из долгоживущей трилогии писателя-режиссера». На Metacritic фильм имеет 43 балла из 100, основанных на 53 рецензиях, что указывает на «смешанные или средние рецензии». Аудитории, опрошенные CinemaScore, дали фильму среднюю оценку B по шкале от A+ до F, что ниже оценки «Сплита» (B+), но выше «Неуязвимого» (C), в то время как PostTrak дали ему в среднем 3,5 звезды из 5 и 49 % «определенной рекомендации».
Обозреватель сайта InterMedia Павел Соломатин так охарактеризовал фильм: «„Стекло“ не может ни удивить, ни напугать, оно ужасающе вторично по отношению к прошлым фильмам, хотя еще может порадовать зрителей несколькими очень красиво построенными сценами и кадрами». Дэвид Эрлих из IndieWire поставил фильму 3 балла из 5 и назвал его самым большим разочарованием в карьере Шьямалана, заявив: «проблема в том, что его слегка интригующее метатекстовое повествование намного богаче и убедительнее, чем история, которую Шьямалан рассказывает так поверхностно». Дэвид Фир из Rolling Stone поставил фильму 3 звезды из 5, выразив «двойственные чувства» после просмотра.
Оуэн Глейберман из Variety написал: «В форме, безумии, как и прежде, есть изюминка, и хотя на бумаге все хорошо, тут как-то не хватает „Вау!“ эффекта». Ричард Роупер из Chicago Sun-Times сказал, что у фильма был «характерный вид и несколько довольно крутых моментов, а также один или два полуприличных поворота», но финал был «разочаровывающий, полусырой, слегка кислый и даже отталкивающий». Джон ДеФор из The Hollywood Reporter считает, что «как завершающая часть трилогии, фильм хорошо связывает повествовательные нити воедино, но слишком старается и не может добавить что-то уникально умное к супергеройскому жанру».

## Награды и номинации
- 2019 — номинация на премию «Сатурн» за лучший фильм в жанре боевик/приключения.
- 2019 — номинация на премию Лондонского кружка кинокритиков лучшему молодому британскому или ирландскому исполнителю (Аня Тейлор-Джой).
- 2019 — три номинации на премию People's Choice: лучший драматический фильм, лучшая драматическая звезда (Сэмюэл Л. Джексон, Сара Полсон).
- 2020 — номинация на премию «Золотая малина» за худшую мужскую роль второго плана (Брюс Уиллис).